# Marco Sejna
Plantilla:Falten refrències

Marco Sejna (20 de març de 1972, Berlín) és un exfutbolista berlinès que jugava com a porter.